# William Fiske
William Mead Lindsley "Billy" Fiske, född 4 juni 1911, död 17 augusti 1940, var en amerikansk bobåkare.
Fiske blev olympisk guldmedaljör i fyrmansbob vid vinterspelen 1932 i Lake Placid.